# Freddie Gibbs
Fredrick Jamel Tipton (nacido el 14 de junio de 1982), más conocido como Freddie Gibbs, es un rapero, cantante, actor y compositor estadounidense. Firmó con Interscope Records en 2006 y grabó su álbum debut para el sello; sin embargo, su lanzamiento fue cancelado y fue desvinculado del sello debido a cambios ejecutivos. Posteriormente Gibbs firmó con CTE World, el sello de Young Jeezy en 2011 y lanzó una serie de mixtapes a través de este sello, incluido la aclamada Baby Face Killa (2012).   
Después de dejar CTE a principios de 2013, Gibbs fundó el sello discográfico ESGN para lanzar su álbum de estudio debut del mismo nombre en junio de ese año. Sus segundo y tercer álbumes, Shadow of a Doubt (2015) y You Only Live 2wice (2017), recibieron críticas positivas y una recepción comercial moderada; este último no contó con colaboraciones. Su cuarto álbum, Freddie (2018), fue aclamado por la crítica, mientras que su quinto álbum y debut en un sello importante, Soul Sold Separately (2022), fue lanzado por Warner Records y alcanzó el puesto número 11 en el Billboard 200. Además, ha lanzado cuatro álbumes colaborativos: dos con Madlib (como MadGibbs), Piñata (2014) y Bandana (2019), y tres con The Alchemist: Fetti (2018, también con Curren$y), Alfredo (2020), nominado a mejor álbum de rap en la 63.ª edición de los premios Grammy, y Alfredo 2 (2025).
Su aparición con ¥$ (Kanye West y Ty Dolla Sign) en la canción, "Back to Me", alcanzó el puesto número 26 en el Billboard Hot 100, marcando su primera entrada en la lista, aunque no aparece acreditado oficialmente en la versión principal.

## Estilo artístico
La crítica ha reconocido la habilidad técnica y la diversidad estilística de Gibbs como rapero. Matthew Ramirez, de NPR, lo describió como “el técnico eterno”; mientras que Tshepo Mokoena, de The Guardian, lo calificó como “el rapero clásico para los raperos” y afirmó que “en cuanto a técnica y versatilidad, puede dejarte sin aliento”. Ha trabajado para bandas sonoras de Max Payne 3, NBA 2K12, Sleeping Dogs, y Grand Theft Auto V.
Gibbs nombró a Scarface, DMX, Tupac, Jay-Z, Nas, Bone Thugs-N-Harmony, Geto Boys, UGK, Three 6 Mafia, Outkast, Raekwon, Eminem, Twista, Ice Cube, Noreaga, Juvenile, Spice 1, De La Soul, Kool G Rap, Black Thought, Mos Def, Jeezy, y Ol' Dirty Bastard como unas de sus influencias.

## Discografía
Álbumes de estudio
- ESGN (2013)
- Shadow of a Doubt (2015)
- You Only Live 2wice (2017)
- Freddie (2018)
- $oul $old $eparately (2022)
- You Only Die 1nce (2024)

Álbumes colaborativos
- Piñata con Madlib (2014)
- Fetti con Curren$y y The Alchemist (2018)
- Bandana con Madlib (2019)
- Alfredo con the Alchemist (2020)
- Alfredo 2 con the Alchemist (2025)

## Filmografía

### Televisión
| Año  | Título                                 | Papel        | Notas                                                    |
| ---- | -------------------------------------- | ------------ | -------------------------------------------------------- |
| 2011 | RapFix Live                            | Él mismo     | Temporada 2, episodio 23                                 |
| 2013 | Live from the Streets                  | Él mismo     | Temporada 2, episodio 5                                  |
| 2013 | Frames                                 | Él mismo     | [ 12 ]                                                   |
| 2014 | Loiter Squad                           | Él mismo     | Temporada 3, episodio 9: "Tombstone"                     |
| 2015 | GGN                                    | Él mismo     | Temporada 7, episodio 4                                  |
| 2020 | The Eric Andre Show                    | Él mismo     | Temporada 5, episodio 9: "Is Your Wife Still Depressed?" |
| 2021 | Desus & Mero                           | Él mismo     |                                                          |
| 2021 | The Beat with Ari Melber               | Él mismo     | [ 16 ]                                                   |
| 2022 | Bust Down                              | Chauncey     | Personaje recurrente                                     |
| 2022 | Power Book IV: Force                   | Cousin Buddy | Personaje recurrente                                     |
| 2022 | Yo! MTV Raps                           | Él mismo     | Temporada 1, episodio 1                                  |
| 2023 | The Tonight Show Starring Jimmy Fallon | Él mismo     | Temporada 8, episodio 112                                |
| 2023 | Wu-Tang: An American Saga              | Sacerdote    | Temporada 3, episodio 8: "Liquid Swords"                 |

### Películas
| Año  | Título             | Papel      | Notas  |
| ---- | ------------------ | ---------- | ------ |
| 2021 | Down with the King | Money Merc | [ 21 ] |
| 2025 | Night Patrol       | TBA        |        |

## Premios y nominaciones
| Premio         | Año  | Obra nominaad               | Categoría          | Result   |
| -------------- | ---- | --------------------------- | ------------------ | -------- |
| Premios Grammy | 2021 | Alfredo (con The Alchemist) | Mejor álbum de rap | Nominado |